# NoBAWC
NoBAWC (se pronuncia no boss, es decir "sin jefe") son las siglas con la que se conoce a la red de cooperativas de trabajadores Network of Bay Area Worker Cooperatives que se dedican a construir democracia en el sitio de trabajo en el Área de la Bahía de San Francisco.
NoBAWC fue fundado en septiembre de 1994 cuando trabajadores en representación de nueve cooperativas de trabajadores se reunieron para solucionar su aislamiento y construir un movimiento cooperativo en la región. Doce años más tarde (2007), NoBAWC se compone de 30 lugares de trabajo afiliados (cuota) con personal remunerado.